# Minussinsk
Minussinsk (russisch Минусинск) ist eine russische Kreisstadt mit 71.170 Einwohnern (Stand 14. Oktober 2010) in der Region Krasnojarsk am Zufluss des Jenissei in den Krasnojarsker Stausee in Sibirien.

## Geographie
Minussinsk liegt nahe dem Jenissei, etwa 260 km Luftlinie südlich von Krasnojarsk und 25 km östlich von Abakan, der Hauptstadt der Republik Chakassien.
Durch Minussinsk führt die Strecke der Südsibirischen Eisenbahn. Künftig soll ein Abzweig durch das westliche Sajangebirge in die Republik Tuwa nach Kysyl verlängert werden. Ferner liegt die Stadt an der Fernstraße R257 (früher M54).

## Geschichte
Die Minussinsker Kurgankultur (Bronzezeit) dauerte von etwa 1000 v. Chr. bis 1 n. Chr.
Gegründet 1739 als Dorf Minjusa (Миньюса), im Jahre 1810 umbenannt in Minussinskoje (Минусинское), wurde der Ort 1822 unter seinem heutigen Namen zur Stadt. Es entwickelte sich als Zentrum für Landwirtschaft, Leder- und Pelzverarbeitung sowie für Textilherstellung. Vom 19. bis Anfang des 20. Jahrhunderts war Minussinsk ein Verbannungsort. In der Umgebung bei Schuschenskoje war auch Lenin von 1897 bis 1900 in der politischen Verbannung.

### Bevölkerungsentwicklung
| Jahr | Einwohner |
| ---- | --------- |
| 1897 | 10.231    |
| 1926 | 20.400    |
| 1939 | 31.354    |
| 1959 | 38.318    |
| 1970 | 40.763    |
| 1979 | 56.237    |
| 1989 | 72.942    |
| 2002 | 72.561    |
| 2010 | 71.170    |

Anmerkung: Volkszählungsdaten (1926 gerundet)

## Kultur und Sehenswürdigkeiten
Minussinsk besitzt ein Theater und verschiedene Kirchen.
Das Martjanow-Museum ist ein über 100 Jahre altes bedeutendes Museum. Es zeigt Exponate zur Natur und Geschichte der Region.
In der Umgebung von Minussinsk befinden sich ein großes Depot und eine Werkstatt für die alten Lokomotiven der Transsibirischen Eisenbahn.

## Wirtschaft und Bildung
Hauptindustriezweige der Stadt sind die elektrotechnische und die Nahrungsmittelindustrie, außerdem die Herstellung von Möbeln und Textilien. In Minussinsk werden die Bodenschätze von Tuwa auf den Jenissei bzw. Krasnojarsker Stausee verschifft oder per Eisenbahn weiter transportiert.
In Minussinsk gibt es eine Zweigstelle der Elektrotechnischen Hochschule Moskau.

## Sonstiges
Das Leben in Minussinsk ist Gegenstand des Romans Minus des 1971 in Kysyl geborenen Schriftstellers Roman Sentschin.

## Städtepartnerschaften
- Norilsk, Russland

## Söhne und Töchter der Stadt
- Tatjana Krjukowa (1905–1978), Ethnographin und Hochschullehrerin
- Alexander Menkow (* 1990), Weitspringer
- Mark Petrowski (* 1999), Boxer

## Literatur

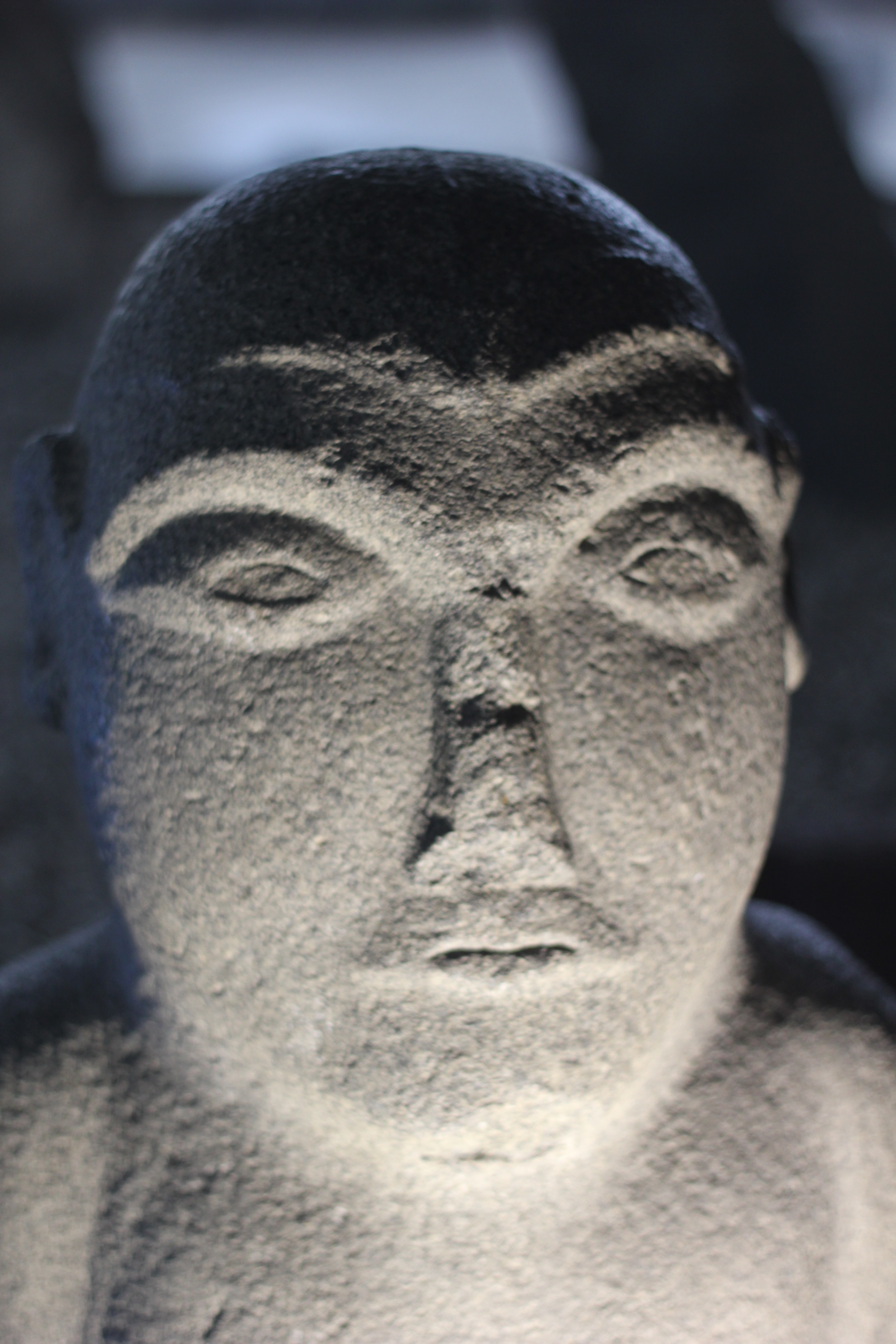
Martyanov Museum, Götterstatue
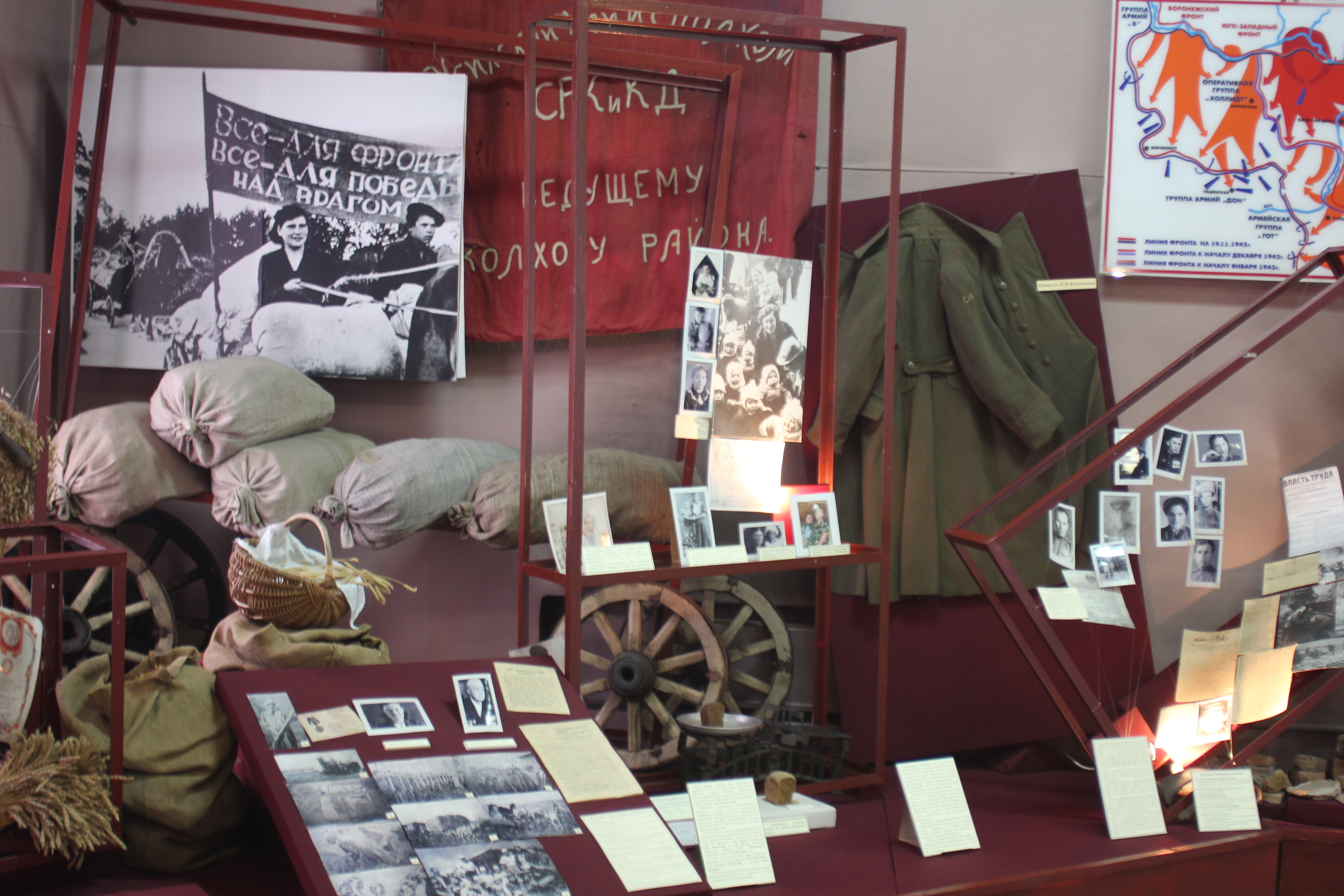
Martyanov Museum, Raum zum Zweiten Weltkrieg